# 새섬

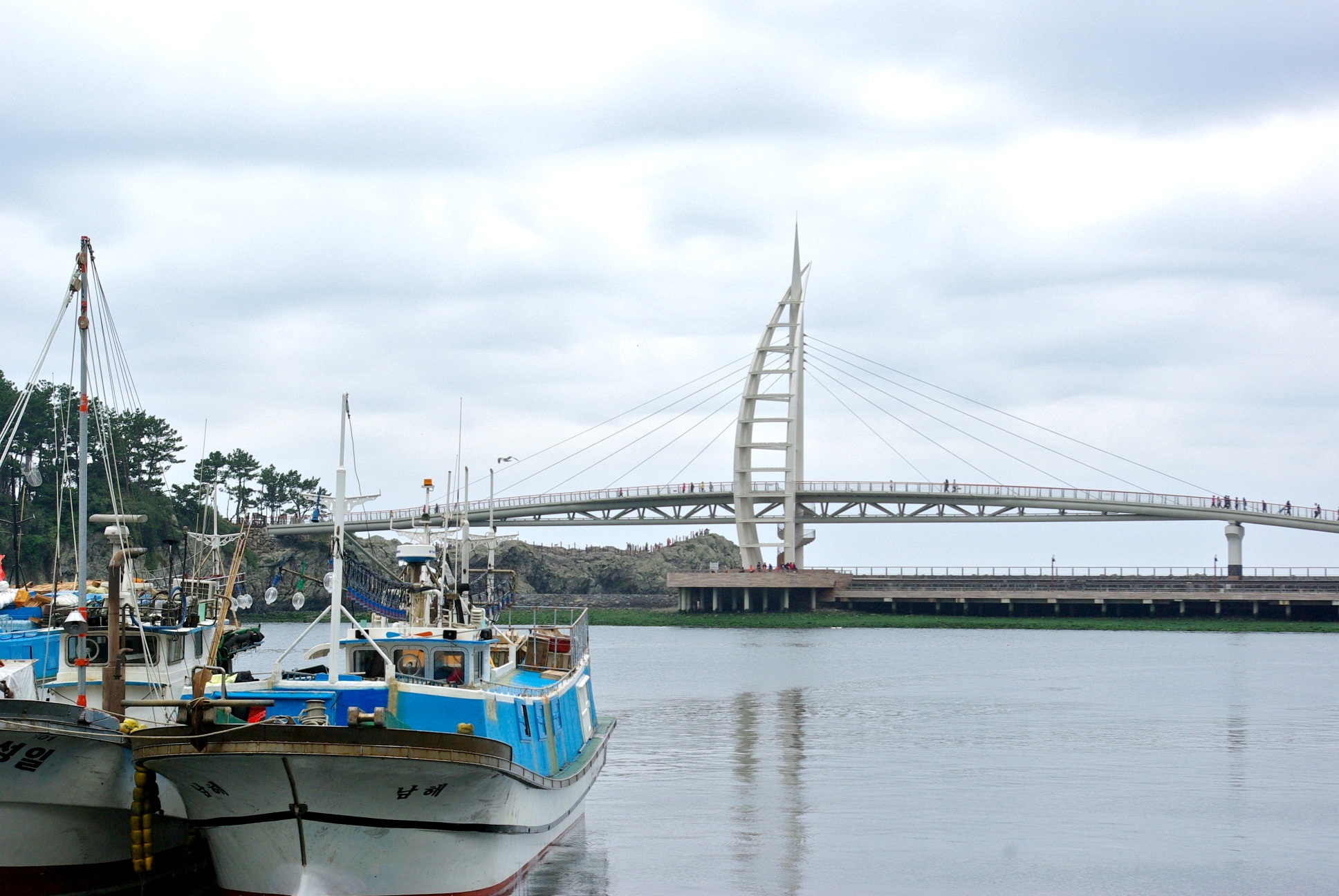
육지와 새섬을 연결하는 새연교. 사진 왼쪽이 새섬이다.

새섬 또는 모도(茅島)는 제주특별자치도 서귀포시 서귀동에 위치한 섬이다. 억새풀인 새[茅]가 많아 붙은 이름이지만, 새[鳥]로 오해하여 조도(鳥島)로 오기하기도 한다. 2009년 9월 30일 새섬공원이라는 이름으로 개방되었다.